# Islamia gaiteri
Islamia gaiteri is een slakkensoort uit de familie van de Hydrobiidae. De wetenschappelijke naam van de soort is voor het eerst geldig gepubliceerd in 1995 door Bodon, Manganelli, Sparacio & Giusti.